# História dos Estados Unidos (1865–1918)
O período da história entre 1865 e 1918 é marcado pela ascensão dos Estados Unidos como uma das maiores potências militares, políticas e econômicas do mundo.
O início deste período caracteriza-se pela reconstrução de um país destruído pela Guerra Civil Americana. O crescimento da industrialização americana que iniciava-se no início do século XIX aumentou drasticamente após a Guerra Civil Americana, onde o país passou por uma Revolução industrial. Técnicas mais modernas, rápidas e eficientes de produção industrial aumentaram drasticamente a capacidade de produção das fábricas americanas. A construção de uma grande malha ferroviária ao longo do país fez com o transporte de produtos de um ponto a outro do país tornasse prático e rápido. Inventores desenvolveram diversos novos produtos. O comércio por atacado e varejo do país prosperou, e grandes indústrias surgiram.
Durante este período, o crescimento industrial dos Estados Unidos renderam-lhes grandes efeitos. Cidades tornaram-se os principais centros econômicos do país, e a indústria de manufaturação e finanças superaram a agricultura e a pecuária como as principais fontes de renda dos Estados Unidos. O processo de industrialização elevou drasticamente a migração rural. No final da Guerra Civil Americana, cerca de um quarto da população americana vivia em cidades. Em 1918, metade da população do país vivia em áreas urbanas. Além disso, este período também é marcado pela grande e sem precedentes imigração de europeus ao país.
Porém, mesmo com o fim da Guerra Civil Americana e da derrota dos estados do Sul, que haviam se cedido dos Estados Unidos em 1861, o país continuava dividido politicamente, socialmente e economicamente. Logo após a guerra, a política de Reconstrução perdurou por mais de uma década. A política de Reconstrução, tendo imposto termos humilhantes aos estados do Sul, ajudou a atiçar a diferença entre o Sul e o resto do país. A maior parte da industrialização e do crescimento econômico americano entre 1865 e 1918 ocorreu no Centro-Oeste e principalmente no Norte - enquanto que a economia do Sul, completamente destruída pela Guerra Civil, demoraria décadas para recuperar-se, e grande industrialização ocorreria somente após as primeiras décadas do século XX.
Este período da história americana também é marcado pelo aumento da participação americana em eventos internacionais. O poder das Forças Armadas dos Estados Unidos aumentou drasticamente, a influência do país no cenário mundial cresceu, e os Estados Unidos tornaram-se uma potência mundial.

## Reconstrução

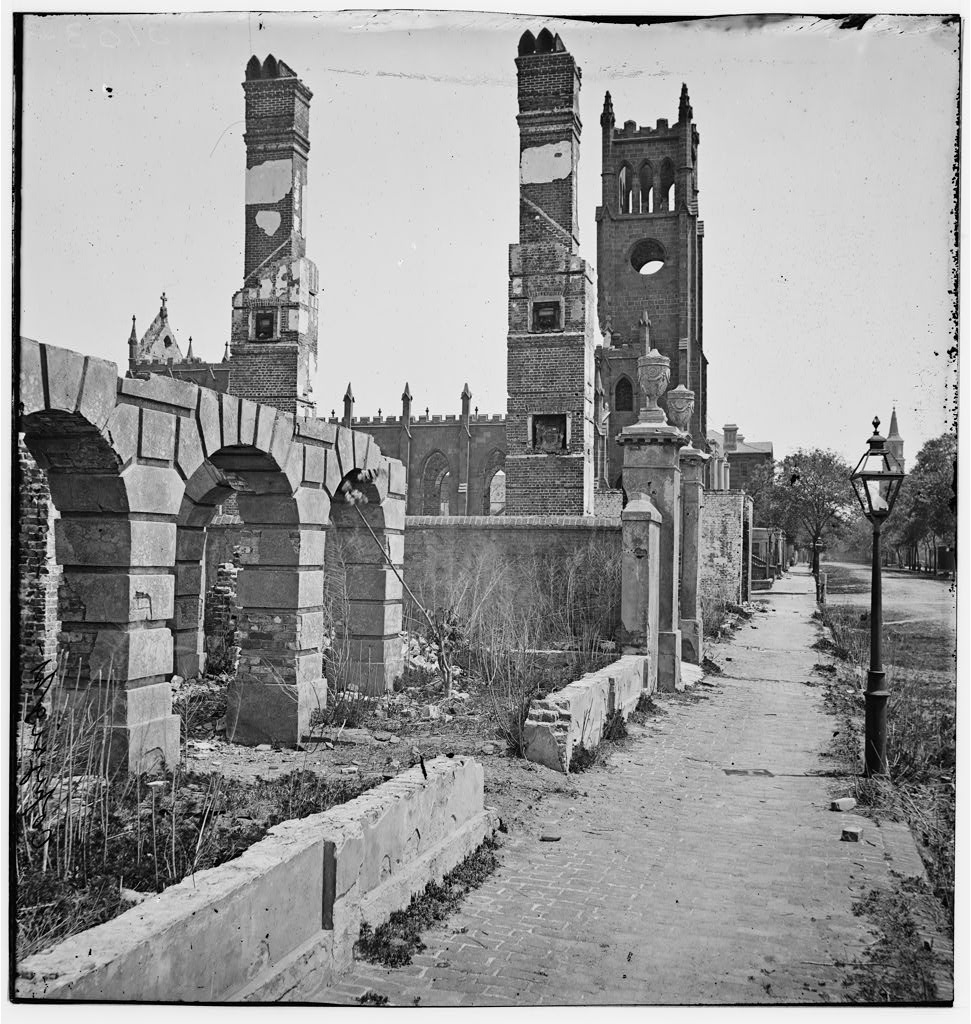
Muitas cidades do sul dos Estados Unidos estavam em ruínas após a guerra civil. O período da Reconstrução foi um momento em que os negros americanos inicialmente ganharam mais direitos perante a lei, mas logo em seguida, o status quo retornou para a maioria das cidades sulistas, com muitos estados aprovando as chamadas leis Jim Crow.

A Reconstrução foi o período que sucedeu a Guerra Civil Americana, onde os Estados da Região Sul do derrotado Estados Confederados da América, que havia se cedido-se dos Estados Unidos, foram reintegradas à União. A destruição causada pela Guerra Civil - que afetara especialmente os Estados do Sul - a derrota dos sulistas, ataques da União em civis do Sul, bem como políticas econômicas e sociais humilhantes aos sulistas nas regiões derrotadas após a guerra, causaram grande ressentimento entre a população sulista contra o governo americano. O presidente americano Abraham Lincoln pediu por um plano leniente para a reconstrução dos Estados do Sul, onde bastaria a realização de um juramento e lealdade à União, bem como a abolição da escravidão, para que estes Estados fossem readmitidos à União. Porém, o grande custo humano da guerra - onde cerca de 620 mil americanos morreram - e as mudanças sociais trazidas pela guerra fizeram com que o Congresso dos Estados Unidos resistisse à proposta de Lincoln. Quando o último foi assassinado, em 15 de abril de 1865, grande controvérsia reinava entre Lincoln e o Congresso. Apenas o Tennessee foi readmitido à União segundo as políticas propostas por Lincoln, em 1866. O processo de readmissão da Louisiana e do Arkansas foi rejeitado pelo Congresso.
Uma das principais controvérsias da Reconstrução foi a questão dos direitos civis para os escravos do Sul liberados durante e após a guerra. Em resposta aos esforços dos Estados sulistas em recusar a ceder direitos civis para os escravos libertados, o Congresso americano criou um Ato de direitos civis em 1866, e outro em 1875. Isto levou ao conflito com o presidente americano Andrew Johnson, que havia sucedido Lincoln após o último ter sido assassinado por John Wilkes Booth. Johnson - um sulista - vetou o Ato de Direitos Civis de 1866, que fora então aprovado em ambas as câmaras do Congresso americano, mas seu veto foi anulado através de uma nova votação no Congresso, que juntou os dois terços de votos a favor da anulação do veto necessários para anular o veto de Johnson. Este ato por parte de Johnson fez com que a Câmara dos Representantes iniciasse um processo de impeachment contra Johnson. O impeachment foi aprovado na Câmara dos Representantes, mas foi rejeitada, por apenas um voto, no Senado. A falha do governo federal em reunir efetivamente o país fez com que os novos direitos civis dos afro-americanos, anteriormente escravos, não fossem aplicados no Sul. A escravidão terminara, mas racismo e ódio contra afro-americanos perduraria por cerca de um século no Sul.
O primeiro Ato da Reconstrução foi aprovada em 2 de março de 1867, e o último em 11 de março de 1868. O primeiro Ato de Reconstrução dividia dez Estados confederados (o Tennessee fora readmitido à União em 1866) em cinco distritos militares. Governos que foram estabelecidos sob segundo as políticas de Reconstrução de Lincoln foram abolidos. O primeiro Ato da Reconstrução dizia que "nenhum governo estadual ou proteção adequada à vida e à propriedade existe nos estados rebeldes".
A Reconstrução foi caracterizado pela grande instabilidade da sociedade sulista. Nortistas que mudaram-se para o Sul para participar em governos sulistas foram chamados de carpetbaggers pelos sulistas. Os carpetbaggers eram vistos pelos sulistas como corruptos. Enquanto isto, pessoas locais que participavam nestes governos administrados pelo governo americano foram chamados de scalawags. Ambos os termos carpetbagger e scalawag eram e são termos considerados derogatórios, e não eram comumente usados a não ser para provocar alguém. Republicanos tomaram controle de todos os governos estaduais que haviam se cedido - com exceção do Tennessee - e muitas vezes instalaram afro-americanos em posições de poder. Estes eventos levaram à criação do Ku Klux Klan, em 1866. 
Três emendas constitucionais foram aprovadas após o fim da Guerra Civil Americana. A 13ª Emenda à Constituição foi ratificada no final de 1865, e que acabou oficialmente com a escravidão no país. A 14a Emenda foi aprovada em 1868, definia cidadania e dava ao governo federal amplos poderes para forçar os estados a fornecerem proteção igualitárias às leis. A 15a Emenda foi aprovada em 1870, e dava a todos os afro-americanos do sexo masculino maiores de idade o direito de voto. Todas estas emendas - em especial, a 14a Emenda - foram recebidas com grande oposição no Sul. Os dez Estados do Sul militarmente e politicamente ocupados pelo Norte foram obrigados a aceitar a instalação destas emendas, uma vez que, de facto, haviam sido rebaixados à categoria de território, e que a readmissão aos Estados Unidos poderia ser realizada apenas com a aprovação de todas estas emendas. 

### O fim da Reconstrução

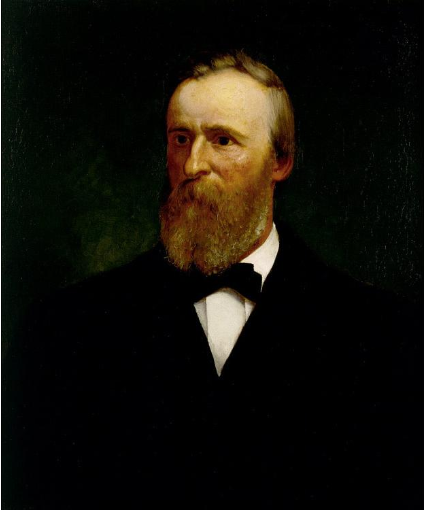
Rutherford B. Hayes, o 19º presidente dos Estados Unidos. Através do Compromisso de 1877, ele encerrou a Reconstrução e retirou as tropas federais do sul, abrindo caminho para o retorno da repressão racial contra negros e a volta da supremacia política e social dos brancos por todo o sul dos Estados Unidos.

Todos os Estados sulistas foram readmitidos por volta de 1870, mas o período da Reconstrução perduraria até 1877, quando Rutherford B. Hayes foi eleito presidente nas eleições presidenciais de 1876. Hayes, candidato suportado pelos Estados do Norte, derrotou seu oponente, Samuel J. Tilden. A eleição fora muito acirrada, com Tilden tendo recebido 184 votos contra apenas 165 votos a favor de Hayes. Uma segunda eleição, porém, foi realizada em quatro Estados, onde a votação era disputadíssima. Três destes Estados eram sulistas - Flórida, Louisiana e Carolina do Sul. Alguns historiadores acreditam que Handes venceu a eleição após garantir a estes Estados dar um fim à Reconstrução. Nem todos os historiadores concordam com esta teoria, mas em qualquer caso, o período da Reconstrução chegara ao seu fim. 
O fim da Reconstrução marcou essencialmente o fim do breve período de direitos civis para afro-americanos. Em apenas alguns anos após o fim da Reconstrução, o Sul criou uma sociedade segregada, com brancos e afro-americanos tendo suas próprias vidas, e com os brancos com total controle dos governos de seus estados. O Norte permitiu o surgimento de movimentos de supremacia branca, e incentivou brancos ex-confederados a recuperarem seu lugar normal na sociedade como cidadãos americanos; assim, os brancos sulistas reintegraram-se à União.
Uma vez que os afro-americanos já haviam ganho sua liberdade ao custo de cerca de 620 mil vidas (a grande maioria brancos), pouca demanda existia para o prolongamento da intervenção militar nortista do Sul. A estrutura inicial dos Atos de direitos humanos passou a deteriorar-se rapidamente. Muitos das legislações dos Atos de direitos civis foram removidos do governo americano pela Suprema Corte, próximo ao término do século XIX. Mais notavelmente, a Suprema Corte julgou que o Artigo 109 US 3 da 14a Emenda, que estabelecia a cidadania dos afro-americanos, seria aplicável então a empresas, ao invés de afro-americanos. Um Congresso instituído e controlado por sulistas chegou a aprovar a segregação total de brancos e afro-americanos, desde lugares públicos até a realização de comércio, assim efetivamente rejeitando o Ato de Direitos Civis de 1875. Plessy v. Ferguson 163 US 537, de 1896, foi mais longe, legalizando leis de segregações aprovadas por um dado estado, desde que estes estados fornecessem facilidades "separadas mas iguais". A palavra "igual" não foi interpretada literalmente, mas este ato forneceu uma base institucional para a mobilização política dos afro-americanos, contra o segregacionismo e a discriminação, durante a década de 1950 em diante. Em uma sociedade onde pessoas e empresas passaram a competir umas com as outras por acumulação, o trabalho habilidoso de artesãos deu lugar a trabalhadores e engenheiros industriais, à medida que a base tecnológica da nação se desenvolvia. Enquanto isto, um grande fluxo de imigrantes fez com que mão-de-obra barata se tornasse comum no país, especialmente na indústria da mineração e da manufatura.

## Imigração

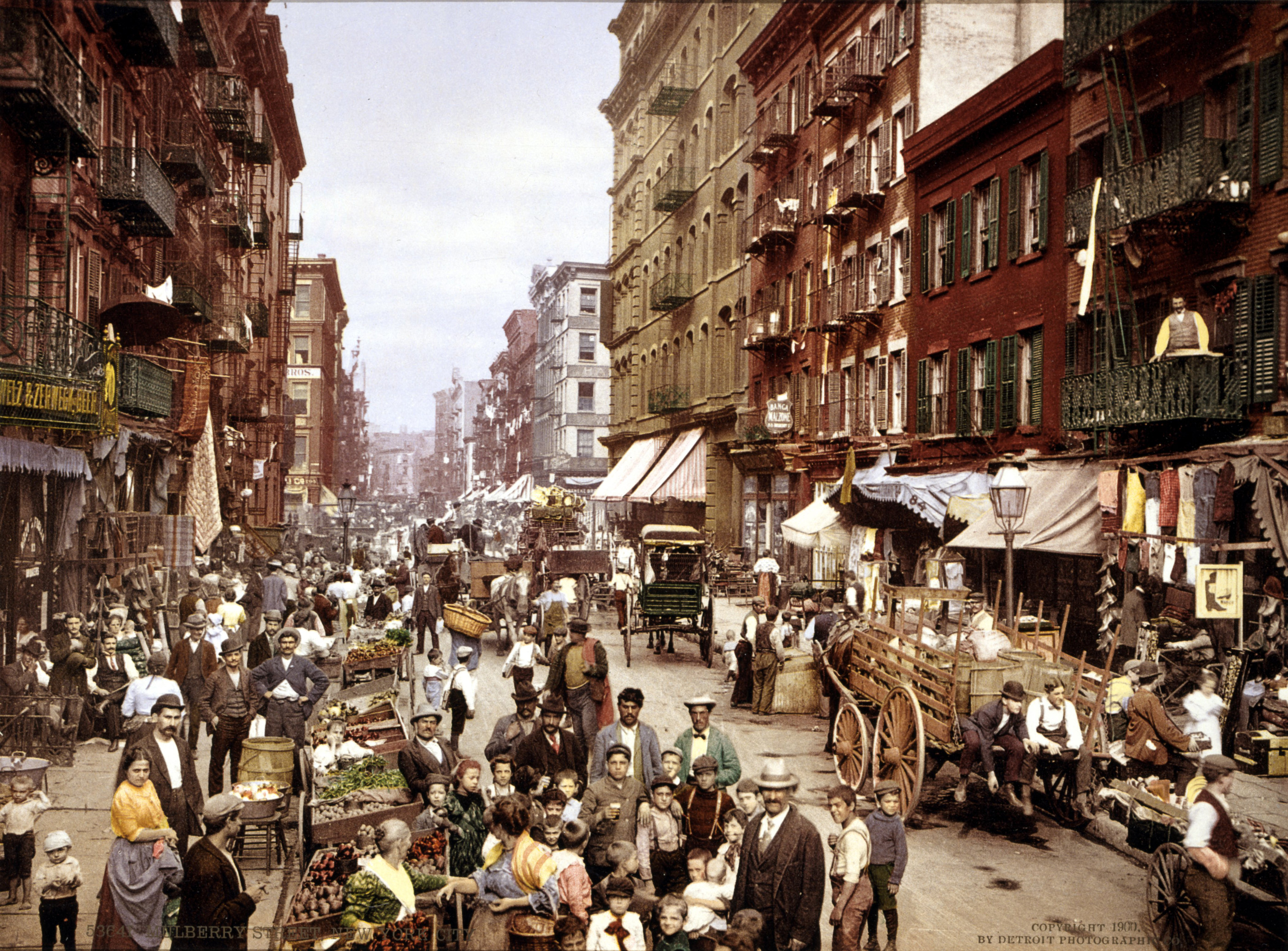
Imigrantes italianos em um bairro em Nova Iorque, no começo do século XX.

Entre 1840 a 1920, uma onda improcedente de imigrantes veio aos Estados Unidos. No total, instalaram-se nos Estados Unidos neste período cerca de 37 milhões de imigrantes. Somente entre 1890 e 1910 - os Estados Unidos receberam cerca de 18 milhões de imigrantes. Estes imigrantes vieram de uma variedade de lugares, sendo que 6 milhões vieram da Alemanha, 4,75 milhões vieram da Irlanda, 4,5 milhões vieram da Itália, 4,2 milhões vieram da Inglaterra, Escócia e País de Gales, 4,2 milhões vieram do Império Austro-Húngaro, 3,3 milhões vieram da então Rússia (entre judeus, poloneses e lituanos), e 2,3 milhões vieram da Escandinávia. A maioria vieram através do porto de Nova Iorque, mas diversos grupos étnicos instalaram-se em diferentes lugares. A cidade de Nova Iorque e outras grandes cidades da costa atlântica americana tornaram-se rapidamente casa para grandes populações judaicas, irlandesas e italianas, enquanto que muitos alemães e outros centro-europeus moveram-se em direção à região central do país, adquirindo posições de trabalho na indústria e na mineração.

## Populismo e a ascensão do trabalho organizado

### Fazendeiros e a ascensão do populismo
Apesar de seus notáveis progressos, os fazendeiros americanos do século XX viveram períodos recorrentes de dificuldades. Diversos fatores básicos estiveram envolvidos, tais como exaustão do solo, desastres naturais, o declínio na auto-suficiência e a falta de adequada proteção e ajuda sócio-econômica por parte do governo americano. Porém, talvez o mais importante fator de todos tenha sido a superprodução.
Junto com melhoramentos mecânicos que aumentaram drasticamente a quantidade de colheita por unidade de área, a quantidade de terras em cultivação aumentou drasticamente ao longo da segunda metade do século XIX, na medida em que a criação de uma grande e eficiente malha ferroviária e a mudança forçada de nativos indígenas a reservas indígenas abriu novas áreas para assentamento na região centro-oeste americana. Uma expansão similar de áreas cultivadas ocorreu em países tais como o Canadá, a Argentina e a Austrália. Esta expansão passou a gerar problemas no mercado internacional, onde muito da produção americana era então vendida.
À medida que os americanos se locomoviam e se instalavam em direção ao oeste, mais os americanos passaram a depender das ferrovias para locomover seus produtos aos mercados. Ao mesmo tempo, os fazendeiros pagavam preços muito altos para produtos manufaturados, como o resultado de tarifas alfandegárias aprovadas pelo Congresso, com o apoio de industriais do leste americano. Por causa disto, muitos fazendeiros do centro-oeste americano rapidamente endividaram-se.
No Sul, a queda da Confederação trouxe grandes mudanças às práticas agropecuárias. A mudança mais significativa foi o início da prática do sharecropping, onde um proprietário de terras cedia lotes de terra a fazendeiros. Estes fazendeiros "dividiam" até metade de suas colheitas com os proprietários, em troca por sementes e outros suprimentos essenciais. Cerca de 80% dos afro-americanos e 40% dos brancos viviam às custas deste sistema debilitante após o fim da Guerra Civil.
Muitos fazendeiros - seja no centro-oeste ou no sul - viviam em um ciclo de dívidas, onde a única chance de escape era aumentar suas colheitas. Isto levou à superprodução de produtos - especialmente algodão e tabaco - o que levava à uma drástica diminuição destes produtos no mercado internacional, bem como acelerava o processo de exaustão de nutrientes do solo. A primeira tentativa organizada em tentar buscar soluções para estes problemas foi o movimento Granger. Lançado em 1867 por empregados do Departamento de Agricultura dos Estados Unidos, os granges inicialmente concentravam-se nas atividades sociais para contra-atacar a isolação que a maioria das famílias rurais enfrentava. Este movimento também incentivava a ampla participação das mulheres neste processo. O movimento Grange cresceu rapidamente - em grande parte, por causa da Longa Depressão, onde o movimento expandiu-se para 20 mil capítulos e uma afiliação de 1.5 milhão de pessoas. Os granges instalaram seus próprios sistemas de marketing, estabelecimentos comerciais, plantas de processamento, fábricas e cooperativas. O movimento teve algum sucesso político durante a década de 1870, e alguns estados americanos aprovaram leis de Granger, que limitavam os preços cobrados por companhias ferroviárias para o transporte de produtos, bem como preços de depósito.
Porém, o movimento Granger no final foi mal-sucedido em seus objetivos. Durante a década de 1880, o movimento Granger começou a ser substituído pela Aliança dos Fazendeiros. Por volta de 1890, a Aliança tinha cerca de 1.5 milhões de membros, que localizavam-se desde o estado de Nova Iorque até a Califórnia. Uma organização paralela, voltada aos afro-americanos, a Aliança Nacional dos Fazendeiros Negros, alcançou uma afiliação de um milhão de membros.
Desde seu início, a Aliança dos Fazendeiros foi composta por diversas organizações políticas com elaborados programas econômicos. De acordo com um plataformista da Aliança, o objetivo de sua organização era "unir os fazendeiros dos Estados Unidos para sua proteção contra a elite política e econômica". A Aliança também pedia pela regulação - se não pela imediata nacionalização - de ferrovias; por programas de ajuda sócio-econômica - especialmente ajuda para o pagamento de dívidas - para o diminuição das tarifas alfandegárias e pelo estabelecimento de facilidades rurais e comerciais por parte do governo americano ou estadual, que poderiam ser alugados a baixos preços aos fazendeiros.
Durante do final da década de 1880, um grande período de seca devastou o oeste das Grandes Planícies. O oeste do Kansas perdeu metade de sua população em apenas um período de quatro anos. Para piorar, a Tarifa Alfandegária de McKinley de 1890 foi uma das tarifas mais altas que o país já vira em sua história. Por volta de 1890, o nível de descontentamento entre os fazendeiros americanos chegara ao seu clímax. Trabalhando com democratas simpatizantes no sul ou com partidos políticos no oeste, a Aliança dos Fazendeiros iniciou sua busca por poder político. Destes elementos, um terceiro grande partido político, conhecido como Partido Populista, emergiu. Nunca antes na história da política americana existira evento semelhante ao fervor populista que avançara em todo o centro-oeste e o sul americano. As eleições de 1890 trouxeram o novo partido em governos conjuntos que controlavam parte do governo em uma dúzia de estados do sul e do centro-oeste americano, e diversos senadores e representantes ao Congresso.
A primeira convenção do partido foi realizada em 1892, quando oficiais de organizações agropecuárias, trabalhistas e reformistas encontraram-se em Omaha, Nebraska, determinados a deixarem sua marca em no sistema político americano, que eles vinham como um sistema corrupto, marcado apenas pelos interesses dos grandes comerciantes e industriais do leste americano.
A porção pragmática de sua plataforma concentrou-se sobre os problemas de terra, transportes e financiamento, incluindo mineração ilimitada de prata. Os populistas mostraram grande força no oeste e no sul americano durante as eleições presidenciais de 1892, onde seu candidato a presidente recebeu mais de um milhão de votos. A questão de moeda, que envolvia os proponentes de prata contra os proponentes do ouro, porém, logo encobriu todos os outros problemas existentes. Oficiais agropecuários do oeste e do sul exigiram o retorno da mineração ilimitada de prata, que fora limitada durante a década de 1870. Estes oficiais acreditavam que seus problemas vinham da falta de dinheiro em circulação, e disseram que ao aumentar o volume de dinheiro em circulação eles iriam indiretamente aumentar os preços dos produtos agropecuários e os salários dos trabalhadores da manufatura, assim permitindo as dívidas dos fazendeiros a serem pagas por causa da inflação. Grupos conservadores e a classe financeira, em outro lado, acreditava que uma política deste tipo seria desastrosa, e insistia que a inflação, uma vez iniciada, não poderia ser controlada. Fundos financeiros ferroviários foram o instrumento financeiro mais importante - eles podiam ser comprados através do uso de ouro. Mas se os preços de transporte de carga e passageiro fossem cobrados em preços fixos, baseados no valor da prata, cada companhia ferroviária iria à falência em semanas, assim desempregando centenas de milhares de pessoas, e destruindo a economia industrial. Apenas o gold standard, eles diziam, oferecia estabilidade.
O Pânico financeiro de 1893 aumentou ainda mais as tensões neste debate. Falências de diversas instalações bancárias ocorreram no sul e no centro-oeste. As taxas de desemprego subiram e os preços dos produtos agropecuários caiu drasticamente. A crise e a inabilidade do então presidente Grover Cleveland em resolvê-la quase destruiu o Partido Democrata. Os democratas que favoreciam o silver standard passaram a apoiar as ideias do movimento populista, à medida que as eleições presidenciais de 1896 se aproximavam.
A convenção democrata neste ano foi testemunha a um dos mais famosos discursos da história política americana. Dizendo à convenção a "não crucificar a humanidade em uma cruz de ouro", William Jennings Bryan, um jovem proponente do silver standard, venceu a nominação presidencial dos democratas, tornando-se o candidato do partido nas eleições presidenciais deste ano. Os populistas também apoiavam Bryan. O poder dos populistas estava então em declínio, e os populistas esperavam que a eleição de Bryan à presidência dos Estados Unidos pudesse dar uma nova voz ao partido populista. Apesar de ter o apoio de uma maioria da população do sul e de do oeste - com exceção da Califórnia e do Oregon, Bryan não teve o apoio da região norte e da região leste - muito mais populosa e industrializada - perdendo assim a eleição para o republicano William McKinley.
Durante o próximo ano, as finanças do país iniciaram a melhorar, graças à nova confidência por parte dos bancários. Os proponentes do silver standard - que não observaram que a maior parte das transações à época já eram realizada com cheques bancários, e não com ouro - alegaram falsamente que a nova prosperidade fora causada por causa da descoberta de grandes depósitos de ouro no Alasca. Em 1898, a guerra Hispano-Americana afastou definitivamente a atenção da população americana do movimento populista.

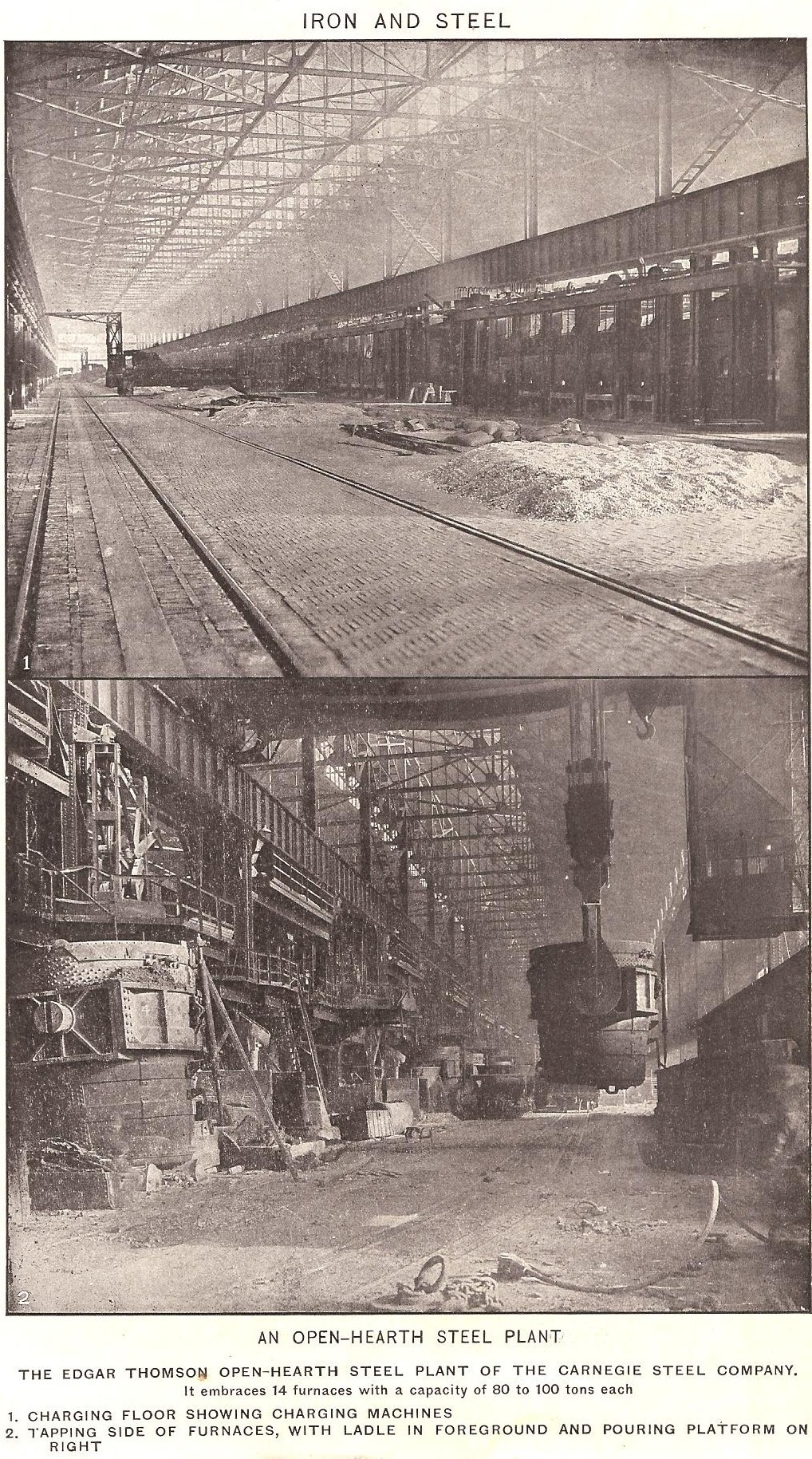
Ao final do século XIX os Estados Unidos começaram a experimentar seus primeiros sucessos com a industrialização de suas cidades, o que levaria a uma série de êxodos rurais.

### As dificuldades dos trabalhadores
A vida de um trabalhador industrial americano estava longe de ser fácil. Até mesmo em bons tempos os salários eram baixos, o tempo de trabalho diário era longo e as condições de trabalho eram precárias. Como publicado na "Revista McClure" em 1894: "Os trabalhadores das minas de carvão respiram o ar das minas até que seus pulmões tornem-se pesados e doentes com isto", por apenas "55 centavos o dia". Pouco da riqueza gerada pela indústria ia ao proletariado. A situação era pior para mulheres e crianças, que compunham então uma parte considerável da força de trabalho em diversas indústrias - especialmente na indústria têxtil. Mulheres e crianças recebiam apenas uma fração dos salários que um homem poderia conseguir fazendo o mesmo trabalho em uma quantidade igual de horas diárias. Crises econômicas periódicas ora e meia abatiam-se sobre o país, o que causava uma diminuição nos salários em geral e produzida altos níveis de desemprego.
A eliminação da competição e a criação de monopólios muitas vezes forçou trabalhadores a trabalhar para companhias específicas. Embora o Ato de Sherman Antitruste de 1890 proibia a existência de monopólios, considerando esta um crime, grandes corporações conseguiram encontrar brechas no sistema que permitiam-nos a continuar a controlar as indústrias nacionais. No geral, as companhias americanas exigiam que cada trabalhador tivesse longas horas de trabalho diários, trabalho exaustivo em condições precárias, com poucos e nenhum direitos trabalhistas, e em troca por baixos salários.
Ao mesmo tempo, os avanços tecnológicos, que haviam tanto adicionado à produtividade industrial, comercial e agropecuário como um todo dos Estados Unidos, continuamente reduzia a demanda nacional por trabalho qualificada. O contínuo crescimento da indústria de manufaturação, que exigia mão-de-obra não-qualificada, foi uma das razões das onda improcedente de imigrantes - entre 1880 e 1910, o país recebeu 18 milhões de imigrantes, mão-de-obra barata e em busca de trabalho.
Até 1874, quando o Massachusetts aprovou a primeira legislação nacional que limitava o número de horas diárias que mulheres e crianças poderiam trabalhar para dez, virtualmente nenhuma legislação trabalhista existia no país. Foi somente na década de 1930, com o advento da Grande Depressão, que o governo federal tornar-se-ia ativamente envolvido na questão dos direitos trabalhistas. Até lá, o campo era de responsabilidade de autoridades estaduais e regionais, dos quais a maioria pouco importavam-se com os problemas dos trabalhistas, uma vez que eram ricos industrialistas e/ou comerciantes.
A política de laissez-faire capitalista, que dominou o segundo semestre do século XIX, e criou grande concentração de poder e riqueza, foi apoiado por um sistema judiciário que à época julgava contra os que desafiavam o sistema. Nisto, eles estavam meramente seguindo a filosofia prevalente da época. Como o grande magnata John D. Rockefeller dissera: "o crescimento das grandes companhias é meramente a sobrevivência do mais apto". Este darwinismo social, nome na qual esta política tornou-se conhecida, tinha muitos proponentes que alegavam que qualquer tentativa por parte do governo - seja federal, estadual ou regional - seria como impedir a evolução natural das espécies.
Porém, os custos desta indiferença às vítimas por capital econômico eram altas. Para milhões de pessoas, a qualidade de vida e das condições de trabalho eram baixas, e a esperança de escaparem de uma vida contínua de pobreza eram baixas. Que a industrialização causara o aumento da rede e do ciclo de pobreza dentro dos trabalhadores americanos foi admitido até mesmo por líderes de corporações, como Andrew Carnegie, que notara "o contraste entre os palácios dos milionários e as casas precárias dos trabalhadores". Ao longo do período 1865 - 1914, os Estados Unidos teriam as taxas de mortalidade em trabalho de qualquer país industrializado do mundo. A maioria dos trabalhadores ainda trabalhava entre dez a doze horas por dia na indústria siderúrgica - e seus salários forneciam apenas entre 20% a 40% do que o mínimo considerado necessário para uma vida decente. A situação era apenas pior para crianças, cujos números na força de trabalho duplicou entre 1902 e 1903.

#### Organização trabalhista
O primeiro grande esforço para a organização dos grupos trabalhistas em uma base nacional apareceu com a "Ordem dos Cavaleiros do Trabalho" em 1869. Originalmente uma sociedade secreta e ritualística, organizado por trabalhadores da indústria têxtil da cidade americana de Filadélfia, era aberta a todos os trabalhadores - incluindo afro-americanos, mulheres e fazendeiros. Os Cavaleiros cresceram gradualmente até que tornaram-se bem sucedidos na tarefa de enfrentar o grande barão ferroviário, Jay Gould, em uma greve em 1885. Em um ano, mais de 500 mil trabalhadores juntaram-se à sociedade.
Porém, o Cavaleiros do Trabalho logo caíram em declínio, e seu lugar no movimento trabalhista foi gradualmente tomado pela Federação Americana de Trabalho. Ao invés de permitir a entrada de qualquer trabalhador na sociedade, a Federação, sob o controle do ex-oficial sindicalista Samuel Gompers, concentrava-se nos trabalhadores qualificados. Seus objetivos eram "puros e simples": queriam o aumento dos salários, o diminuição das horas diárias de trabalho e a melhoria das condições de trabalho. Assim, Gompers ajudou a direcionar o movimento trabalhista longe das visões socialistas que líderes trabalhistas anteriormente haviam vislumbrado.
Porém, os objetivos dos movimentos trabalhistas e a relutância dos magnatas industriais para ceder às exigências destes movimentos - resultaram nos mais violentos conflitos trabalhistas da história dos Estados Unidos. O primeiro destes conflitos foi a Grande Greve Ferroviária de 1877, quando trabalhadores ferroviários em toda a nação entraram em greve em resposta a um corte de 10% em seus salários. Tentativas em acabar com a greve levaram à uma revolta em escala total na classe trabalhadora de diversas cidades industriais americanas: Baltimore (Maryland), Chicago (Illinois), Pittsburgh (Pensilvânia), Buffalo (Nova Iorque, e San Francisco (Califórnia).
Forças militares foram chamadas em diversos lugares durante a greve para acabar com as revoltas entre os trabalhadores. O Incidente da Praça Haymarket tomou lugar em 1886, quando alguém jogou uma bomba em um grupo de policiais que estavam dispersando um grupo de manifestantes, que protestavam a morte de dois trabalhadores mortos pela polícia durante uma greve em uma fábrica da McCormick Harvester Company, em Chicago. Onze pessoas morreram, e um número indeterminado de pessoas ficaram feridas. 
Depois deste incidente veio os motins de 1892, nas siderúrgicas de Carnegie em Homestead, Pensilvânia. Um grupo de 300 detetives da cidade de Pinkerton, que a companhia contratara para quebrar uma greve da "Associação dos Trabalhadores de Ferro, Aço e Estanho", foram atacados por trabalhadores da Associação, e dez destes detetives morreram. Como resultado, a Guarda Nacional foi chamada, para acabar de vez com a greve, enquanto trabalhadores não associados com cooperativas, sindicatos ou outras associações trabalhistas foram contratados, pondo fim à greve. Trabalhadores membros de quaisquer associações trabalhistas não foram permitidos a trabalharem nas siderúrgicas da companhia até 1937.
Dois anos depois, em 1895, cortes de salário na Pullman Palace Car Company, na região metropolitana de Chicago, levaram à uma greve, que com o suporte do "Sindicato das Ferroviário dos Estados Unidos", logo levaram à uma completa paralisação da indústria ferroviária americana. Logo após o início da greve o governo federal apoiou novamente os industriais, e tentou acabar com a greve. O procurador-geral Richard Olney, ele mesmo um advogado da indústria ferroviária, enviou 3 mil homens da Guarda Nacional em uma tentativa de manter abertas as ferrovias do país, seguido por uma ação do governo americano contra a interferência dos sindicatos com os trens. Quando os trabalhadores recusaram-se a reconhecer as manobras da indústria ferroviária e seus agentes no governo americano, o então presidente americano, Grover Cleveland, enviou tropas federais, e a greve foi eventualmente quebrada. 
À época, a organização trabalhista mais militante era o grupo de Trabalhadores Industriais do Mundo (Industrial Workers of the World, ou IWW). Formado através da fusão de diversos sindicatos que lutavam por melhores condições de trabalho na indústria de mineração do Oeste americano, o IWW ganharam grande proeminência em revoltas nas minas do Colorado de 1903, e pela brutalidade singular na qual estas revoltas foram acabadas. O IWW, pedindo por assistência social aos necessitados, ganhou muitos proponentes após uma greve em fábricas têxteis em Lawrence, Massachusetts, em 1912. Porém, a vontade do IWW em realizar greves durante a Primeira Guerra Mundial levou ao governo americano a intervir na associação em 1917, que virtualmente destruiu o IWW.

## A ascensão do Imperialismo americano

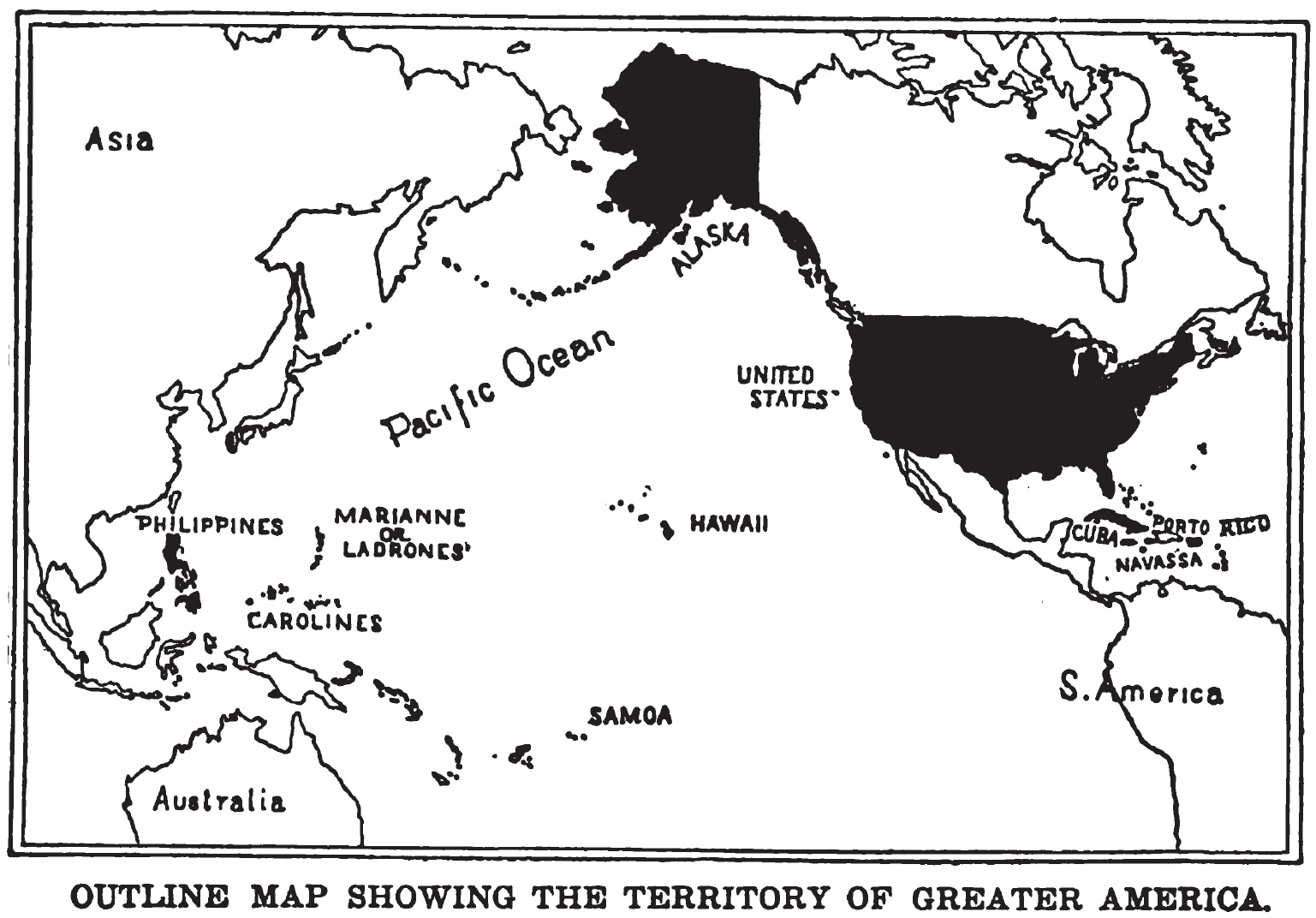
Mapa pós-guerra da "Grande América", que incluía os novos territórios anexados de Cuba e Filipinas.

Os resultados do censo americano de 1890, popularizados pelo historiador Frederick Jackson Turner em seu artigo nomeado A Significância da Vida de Fronteira na História Americana, agravou o medo de um possível término dos recursos naturais americanos. O Pânico de 1893 e a recessão econômica que se seguiria levaram a alguns comerciantes e políticos a chegarem à mesma conclusão de renomados imperialistas europeus, tais como Leopoldo II da Bélgica, Jules Ferry, Benhamin Disraeli, Joseph Chamberlain e Francesco Crispi: que a indústria havia aparentemente expandido além da conta, produzindo mais produtos do que os consumidores domésticos poderiam comprar.
Tal como a Longa Depressão na Europa, que levou a dúvidas sobre a crescente força da resistência política de capitalismo mundial, os principais aspectos do Pânico de 1893 incluíam deflação, declínio da sociedade rural e desemprego (indicativo de baixo consumo), que agravaram os protestos sociais, os movimentos populistas, a cruzada contra a prata, e violentas disputas trabalhistas. 
Similarmente ao que ocorrera nos Estados Unidos, o período pós-1873 na Europa foi caracterizado pela ascensão de organizações trabalhistas militantes, e ciclos de grandes greves. Assim, a política de imperialismo adotada por diversos países europeus pode ser co-relacionada com depressões econômicas ciclicamente espaçadas, que afetaram negativamente a elite. Tal como a Longa Depressão, uma era de crescente desemprego e de deflação, o Pânico de 1893 contribuiu para a crescente competição sobre mercados nas esferas de influência de crescimento dos Estados Unidos, que tendiam a entrar em conflito com as esferas de influência do Reino Unido - especialmente no Pacífico e na América do Sul.
Alguns políticos americanos, tais como Henry Cabot Lodge, William McKinley e Theodore Roosevelt, favoreciam uma política de relações internacionais agressiva, e uma política para remover os Estados Unidos fora da depressão criada durante o segundo termo de ofício de Grover Cleveland. Tal como o Império Alemão reagiu à depressão com a adoção de tarifas alfandegárias em 1879, os Estados Unidos reagiram com a eleição de William McKinley nas eleições presidenciais de 1896. McKinley havia tornado-se popular com a Tarifa Alfandegária McKinley de 1890, aprovado seis anos antes,
À medida que a Alemanha emergia como uma grande potência mundial após a vitória na Guerra Franco-Prussiana, a qual selou definitivamente o processo de unificação da Prússia, os Estados Unidos emergiriam como uma grande potência mundial após o término da Guerra Civil Americana. Como novas potências industriais da época, os Estados Unidos adotaram protecionismo, tendo criado um império colonial em 1898, com a vitória americana sobre a Espanha na Guerra Hispano-Americana, e da construção de uma poderosa armada, a Grande Marinha Branca. No Pacífico, o desenvolvimento industrial e militar do Japão desde a Restauração Meiji,  permitiu que o país adquirisse a China como esfera de influência.
Embora pouco capital americano tenha sido investido nas Filipinas e no Porto Rico, estas novas colônias americanas foram pontos estratégicos para a expansão do comércio internacional americano com a China e a América Latina. O Imperialismo americano foi marcado pela reafirmação da Doutrina Monroe, formalizada pelo Roosevelt Corollary.

### Guerra Filipino-Americana

Começando em 1898, Emilio Aguinaldo liderou a resistência filipina contra o domínio americano nas Filipinas, até sua captura por forças americanas em 1901.

Como parte do tratado de paz que terminou a Guerra Hispano-Americana, os Estados Unidos assumiram controle das Filipinas em 1898. Os nativos do arquipélago filipino, porém, já haviam iniciado anteriormente uma guerra de independência da Espanha, e este episódio mostrou ser o batismo americano das consequências de ser um poder colonial à época.
Os Estados Unidos encontraram-se em uma posição colonial familiar quando suprimiram um movimento armado pela independência nas Filipinas durante a primeira década de ocupação. Durante a longa e esquecida Guerra Filipino-Americana que se seguiria, 4 234 soldados americanos morreram, e milhares foram feridos. Cerca de 20 mil soldados e militantes filipinos morreram. Não se sabe o número de mortes de filipinos civis, mas algumas estimativas colocam o número de baixas civis em um milhão.
Os ataques americanos aos campos filipinos muitas vezes incluíam campanhas onde vilas inteiras eram queimadas e destruídas, amplo uso de tortura, e a concentração de civis em "zonas de proteção". Muitas das mortes de civis foram causadas por causa de doença e de fome. Notícias da captura de soldados americano por filipinos levavam à grandes represálias por parte das forças americanas. Muitos soldados e oficiais americanos nomearam a guerra de negócio da matança de negros.
Durante a ocupação americana, a língua inglesa foi declarado o idioma oficial das Filipinas, embora os idiomas usados pelos filipinos fossem o espanhol, o visayan, o tagalog, o ilokano e outros idiomas nativos. Seiscentos professores americanos foram trazidos dos Estados Unidos a bordo do USS Thomas. Além disso, a Igreja Católica Romana foi desmantelada, e uma considerável quantidade de terras da igreja foram compradas e redistribuídas.
Em 1914, Dean C. Worcester, Secretário do Interior das Filipinas entre 1901 e 1913, descreveu que o "regime de civilização e melhoramentos que iniciaram-se com a ocupação resultaram no desenvolvimento de selvagens nus em homens cultivados e educados."
Mesmo assim, muitos americanos opuseram-se profundamente ao envolvimento americano nas Filipinas, levando ao abandonamento do governo americano em construir uma base naval permanente nas Filipinas, e usá-la como um ponto de entrada para o mercado chinês. Em 1916, o Congresso americano garantiu a independência das Filipinas em 1945.

## A era progressiva

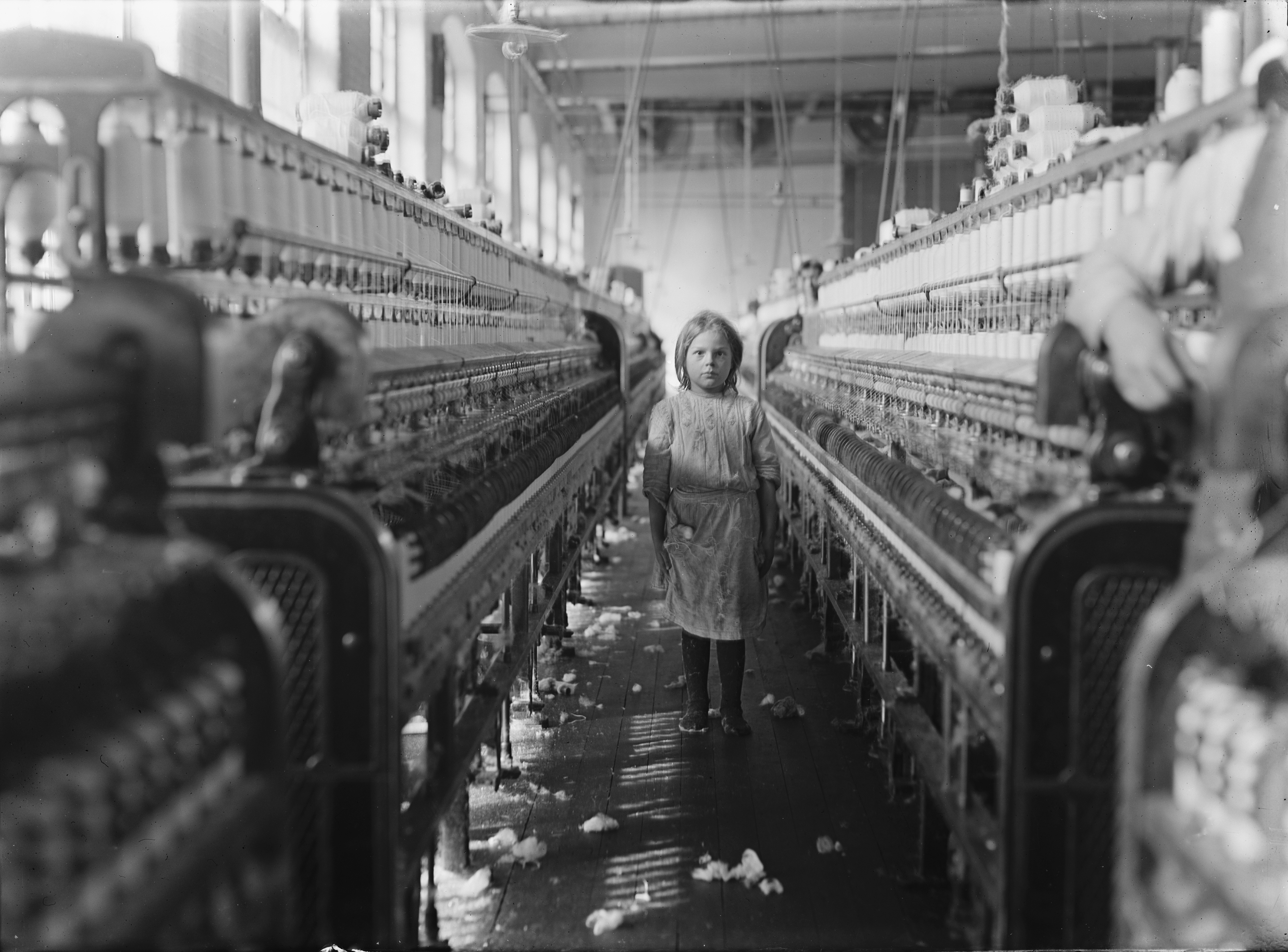
Trabalhador infantil, em Newberry, Carolina do Sul, 1908.

Nas eleições presidenciais americanas de 1900, McKinley foi novamente reeleito sem dificuldades, graças aos bons resultados da guerra contra a Espanha, a restauração da prosperidade e os esforços para obter novos mercados através da política de "Porta Aberta". Porém, o presidente não viveu muito para aproveitar-se de sua vitória. Em setembro de 1901, enquanto atendia uma exposição em Buffalo, Nova Iorque, McKinley foi assassinado. McKinley foi o terceiro presidente americano a ser assassinado desde o fim da Guerra Civil Americana. Theodore Roosevelt, o vice-presidente de McKinley, assumiu a presidência do país.
Em relação às relações domésticas e internacionais, a ascensão de Roosevelt coincidiu com uma nova época na vida política americana. O continente estava povoado com não-nativos, a vida de fronteiras estava desaparecendo. As fundações políticas nacionais haviam sobrevivido as problemáticas relações diplomáticas, guerras e guerras civis, às mares de prosperidade e de recessão. Durante o termo de ofício de Roosevelt, a indústria de manufatura e a agropecuária prosperaram.
Porém, a influência dos grandes comerciais e industriais estava mais entrincheirada do que nunca, e governos regionais e municipais estavam muitas vezes nas mãos de políticos corruptos. Um novo espírito político, o progressivismo, tornou-se muito influente nos Estados Unidos entre o início da década de 1890 até a entrada americana na Primeira Guerra Mundial, em 1917. Muitas pessoas que auto-intitulavam "progressistas" viam seu trabalho como uma cruzada contra chefes políticos urbanos e barões corruptos. A era foi caracterizada pela crescente exigência de uma regulação efetiva do comércio e da indústria, um renascimento do serviço público e a expansão do governo para garantir que os interesses do país e dos grupos pressionando por estas exigências via. Quase todas as figuras notáveis do período, seja em política, filosofia, educação ou literatura, estavam conectados, ao menos em parte, com o movimento reformista.
Artigos que falavam sobre trustes, as finanças, alimentos impuros e de práticas abusivas da indústria ferroviária iniciaram a aparecer em jornais diários e em revistas populares tais como McClure's e Collier's. Seus autores, tais como o jornalista Ida M. Tarbell, que iniciou uma cruzada contra o truste da Standard Oil, tornaram-se conhecidos como "muckrakers". Em sua novela, The Jungle, Upton Sinclair expôs condições não sanitárias em indústrias e depósitos de carne, e sobre o truste da carne de vaca no suprimento de toda a carne nacional, por parte de companhias ferroviárias sediadas em Chicago.
O impacto profundo de escritores ditos "progressistas" incentivou certos setores da população - especialmente uma classe média tomada entre uma guerra entre grupos trabalhistas e grupos de grandes industriais e comerciais - para tomar ação política. Muitos estados aprovaram leis para melhorar as condições sob as quais pessoas viviam e trabalhavam. Sob a crescente pressão de renomados críticos sociais tais como Jane Addams, leis contra o trabalho infantil foram gradualmente criadas e fortalecidas, que aumentavam a idade mínima de trabalho, diminuíam a carga diária de trabalho, restringiam trabalho noturno e requerendo atendência escolar.

### Roosevelt
No início do século XX, a maioria das grandes cidades e mais da metade dos estados tinham imposto um limite da carga diária de trabalho em oito horas - ao menos, em serviços públicos. Igualmente importante foram outras leis trabalhistas, que responsabilizavam os empregadores legalmente responsáveis por ferimentos e lesões ocorridas em trabalho. Novas leis orçamentárias foram criadas, que, através da cobrança de impostos em heranças, criaram o caminho para o contemporário imposto de renda federal.
Roosevelt pediu por um "Square Deal", e iniciou uma política de supervisão federal na economia do país e pelo cumprimento das leis anti-truste. Posteriormente, a extensão da supervisão governamental sobre a indústria ferroviária causou a aprovação de leis de regulação desta indústria por parte do governo americano. Uma das leis estabelecia um padrão de preços médios e justos. Por causa disto, Roosevelt obteve grande apoio da classe trabalhadora, tanto que sua reeleição nas eleições presidenciais americanas de 1904 estavam garantidas. Após sua reeleição, Roosevelt pediu por uma regulação ainda maior da indústria ferroviária, e em junho de 1906, o Congresso americano aprovou o Ato de Hepburn. Este ato dava à Comissão de Comércio Interestadual autoridade para regular impostos, estendeu a jurisdição da comissão, e forçou as companhias ferroviárias a cederem seus fundos e ações em linhas de navios a vapor e companhias de carvão.

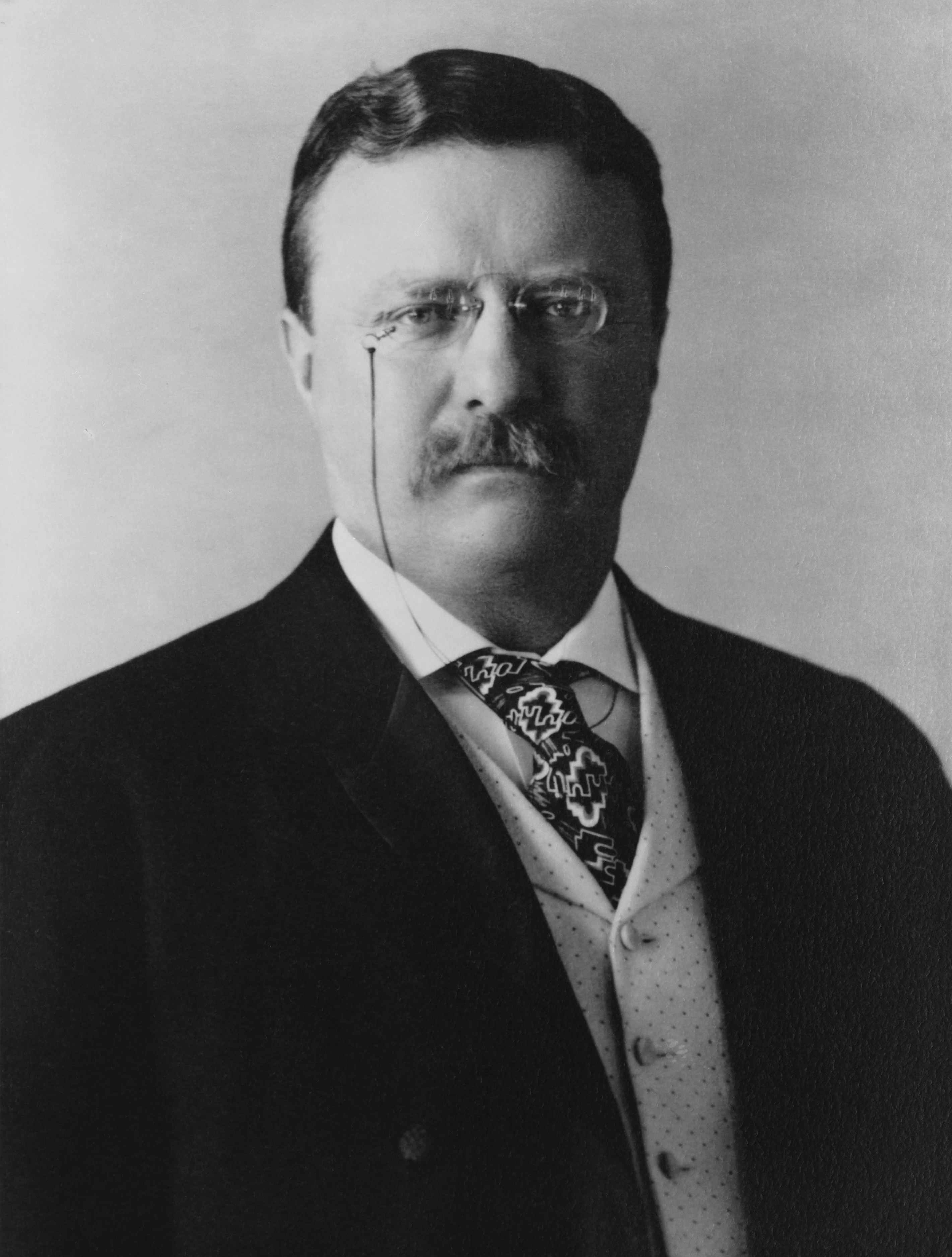
Theodore Roosevelt, o 26º presidente dos Estados Unidos.

Enquanto isto, o Congresso americano criou um novo Departamento de Comércio, com presença no Gabinete do presidente. Uma das secções do novo departamento, que tinha sido encarregada de investigar grandes corporações e agregações e seus negócios, descobriu em 1907 que a American Sugar Refining Company havia fraudado o governo, através da sonegação fiscal de uma grande soma de dinheiro em tarifas alfandegárias em produtos importados. Ações subsequentes por parte do governo federal recuperaram mais de quatro milhões de dólares, e condenaram à prisão diversos oficiais da companhia.
Outra face da era Roosevelt era a conservação dos recursos naturais. O presidente havia pedido por um programa doméstico e integrado de conservação e de irrigação, que datava desde 1891, em sua primeira mensagem ao Congresso. Enquanto que ao tomar posse os Estados Unidos possuíam 188 mil km² de área protegidos em reservas e parques naturais, ao final de seus dois termos um total de 592 mil km² de terra estavam protegidas. Além disso, Roosevelt iniciou esforços sistemáticos para prevenir incêndios florestais.

### Taft e Wilson
A popularidade de Roosevelt estava no seu auge quando a campanha presidencial de 1908 aproximava-se, mas ele não estava a fim de quebrar a tradição na qual nenhuma pessoa assumira o ofício de presidente dos Estados Unidos por mais do que duas vezes. Ao invés disto, Roosevelt apoiou William Howard Taft, que venceu a eleição e buscou seguir os programas de reformas de seu predecessor. Taft, um ex-juiz e o primeiro governador da então colônia americana de Filipinas e administrador do Canal do Panamá, realizou certos progressos.
Taft continuou com a vigília contra os trustes, fortaleceu a Comissão Interestadual de Comércio, estabeleceu um banco de poupanças e um sistema de correios nacional, expandiu o serviço civil e patrocinou a aprovação de duas novas emendas à Constituição americana. A 16a Emenda autorizava a criação de um imposto de renda nacional; e a 17a Emenda, ratificada em 1913, tornava mandatória a eleição popular de senadores pela população dos estados, substituindo o antigo sistema onde os senadores eram escolhidos pelo Legislativo dos Estados.
Porém, por mais balanceadas que tenham sido os marcos cumpridos por Taft, sua aceitação de uma tarifa alfandegária altamente protetiva, sua oposição à entrada do Arizona à União como Estado americano por causa de sua constituição liberal, e sua crescente dependência e confiança na asa conservadora de seu partido atraiu a ira de seu partido político. Por volta de 1910, o Partido Republicano estava dividido, e nas eleições populares para o Senado e para a Câmara dos Representantes deste ano, o Partido Democrata obteve através de uma maioria o controle do Congresso.
Dois anos depois, nas eleições presidenciais de 1912, Woodrow Wilson, o candidato democrata, e governador do Estado de Nova Jérsei, realizou uma campanha contra Taft, o candidato republicano, e contra Roosevelt, que rejeitado como um candidato pela convenção republicana, havia organizado um terceiro partido, os progressivos.
Wilson, em sua campanha, derrotou ambos os rivais. Sob sua liderança, o novo Congresso iniciou um dos mais notáveis programas legislativos da história americana. Sua primeira tarefa foi a revisão de tarifas alfandegárias. "As tarifas alfandegárias precisam ser alteradas", Wilson diria. "Nós precisamos abolir tudo que dá resquícios de qualquer privilégios". A Tarifa Alfandegária Underwood, aprovada em 3 de outubro de 1913, reduzia tarifas alfandegárias em matérias-primas, alimentos, produtos industrializados feitos com algodão, madeira, ferro e aço, e removia as tarifas alfandegárias em cerca de outros cem itens. Embora o Ato tenha continuado a possui facetas protecionistas, foi uma tentativa genuína em reduzir o custo de vida.
O segundo item do programa democrata foi a reorganização do sistema de câmbio e bancário inflexível. Wilson diria que o "controle precisa ser público, e não privado, e que precisaria estar vestida no governo, sendo que assim os bancos possam ser instrumentos, e não os mestres, do comércio e da iniciativa empreendedora individual."
O Ato da Reserva Federal de 23 de dezembro de 1913 foi uma das maiores realizações de Wilson. Este novo Ato reorganizava o existente sistema bancário em uma nova organização que dividia o país em 12 distritos, com um Banco da Reserva Federal em cada, todos supervisionadas por um Conselho da Reserva Federal. Estes bancos atuariam como depositórios para reservas monetárias dos novos bancos que juntavam-se ao sistema. Até o Ato da Reserva Federal, o governo americano havia deixado o controle de seus suprimentos de dinheiro para bancos não-regulados privados. Enquanto que o câmbio oficial eram moedas de ouro, a maior parte dos empréstimos e pagamentos eram realizados com cheques, além da asseguração de uma promessa de troca em ouro. O problema com este antigo sistema era que os bancos ora ou meia tentavam conseguir mais do que o que suas reservas de dinheiro possuíam, causando recessões periódicas onde muitas pessoas, com medo, buscavam retirar todo seus cheques, trocando-os rapidamente por moedas.
Com a aprovação do novo Ato, maior flexibilidade na reserva de dinheiro foi assegurada, e o governo assegurou também a impressão de mais notas e moedas para atender à demanda comercial. A próxima tarefa importante do governo de Wilson foi a regulação de trustes e a investigação de abusos de empresas e cooperativas. O Congresso criou uma Comissão Federal de Comércio para analisar e julgar o que consideravam "métodos não-justos de competição interestadual".
Uma segunda lei, o Ato Clayton Antitruste, proibia a realização de diversas práticas até então sem condenação específica, como diferenças de preço entre compradores, uso de força em disputas trabalhistas, e propriedade por uma corporação em ações e outros negócios similares.
O Ato Federal de Compensação Workingman, aprovada em 1916, criava um programa de assistência financeira para trabalhadores civis que tenham sofrido qualquer deficiência física por causa de acidentes ocorridos no trabalho. O Ato de Adamson do mesmo ano estabeleceu um limite de oito horas diárias para trabalhadores da indústria ferroviária. Os recordes de alcances realizados por Wilson o fazem de um dos políticos reformistas mais bem sucedidos da história do país. Porém, sua reputação reformista logo seria ultrapassado pelo seu tempo como presidente em tempos de guerra que lideraria seu país à vitória, mas que não poderia obter o suporte de seu povo pela paz que se seguiria.

## Primeira Guerra Mundial

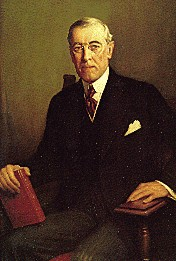
Woodrow Wilson.

Os Estados Unidos mantiveram inicialmente uma política de neutralidade durante os primeiros anos da Primeira Guerra Mundial, que iniciou-se em 1914. Porém, eventualmente o governo americano optou pela entrada na guerra após ataques de submarinos alemães contra navios mercantes americanos, bem como a descoberta de uma tentativa por parte dos alemães em convencer os mexicanos a declararem guerra contra os Estados Unidos, caso estes entrassem em guerra contra a Alemanha. A maioria dos políticos, comerciantes e industriais apoiavam a causa dos britânicos e dos franceses, desde o início da guerra; porém, uma considerável parte da população americana era contra a guerra, e o a aprovação da entrada dos Estados Unidos na guerra por parte do Congresso em 6 de abril de 1917 esteve longe de ser unânime.
Domesticamente, qualquer coisa de origem alemã, incluindo idioma e cultura, foi ridicularizado e discriminado ao longo da guerra. Alguns americanos de ascendência alemã que discursaram contra a guerra ou que de outra maneira cometiam atos que não agradavam ou revoltavam outros cidadãos americanos estavam sujeitos ao assédio ou à prisão. Números desconhecidos de cidadãos americanos de ascendência alemã anglicanizaram seus nomes e esconderam sua raízes culturais durante este período, para evitar distanciarem-se do corpo principal da sociedade americana.
Nos campos de batalha na França, as divisões militares americanas cumpriram um papel crucial na vitória dos Aliados, quando estas divisões derrotaram a força de contra-ataque final dos alemães de verão, 1918. A vitória sobre a Alemanha foi atingida alguns meses depois, com o Reino Unido, a França e a Itália imponto severas penalizações econômicas aos alemães sob os termos do Tratado de Versalhes. Os Estados Unidos não ratificaram o Tratado de Versalhes; ao invés disso, os americanos assinaram tratados de paz separados com a Alemanha e seus aliados. O Senado americano, enquanto isto, recusou a entrada dos Estados Unidos na recém-criada Liga das Nações, proposta por Wilson.
Apesar dos pedidos de Wilson por termos aceitáveis de rendição, o impacto das penalizações impostas pelos Aliados à Alemanha pelo Tratado de Versalhes foi severo. Graças ao Plano de Dawes, criado e patrocinado pelos americanos, a economia da Alemanha recuperou-se gradualmente durante a década de 1920, e estava indo à caminho de uma estável democracia, A ascensão de partidos nazis, que utilizavam-se primariamente da violência, bem como os efeitos da Grande Depressão após 1929, levariam à eleição de Adolf Hitler na Alemanha em 1933.